# Ethiopica acrothecta
Ethiopica acrothecta là một loài bướm đêm trong họ Noctuidae.